# From the Heart (singolo Another Level)
From the Heart è un singolo del 1999 del gruppo pop inglese Another Level, terzo estratto dall'album Nexus; fece parte della colonna sonora della commedia romantica del 1999 Notting Hill.

## Tracce

### CD1(MERCD 517)[2]
1. From the Heart - 4:56
2. From the Heart ((K Klass Radio Mix)) - 4:10
3. From the Heart (Frankie Knuckles Radio Mix) - 4:25
4. Whatever You Want (Ignorants Remix feat. Celetia) - 5:44

## Classifiche[3]
| Classifica(1999)       | Massima posizione |
| ---------------------- | ----------------- |
| Official Singles Chart | 6                 |